# Truncus coeliacus
Truncus coeliacus (bukinälvsartären) är den artär som försörjer magsäcken, levern, gallblåsan, tolvfingertarmen, bukspottkörteln och mjälten med syresatt blod. Den avgår ifrån Aorta abdominalis och ger kärlen a. lienalis, a. hepatica communis, och a. gastrica sinistra syrerikt blod.